# Anhalonidina
Anhalonidina es un principio bioactivo aislado de especies de Lophophora.
Es un alcaloide presente en los cactus peyote (Lophophora williamsii) y sanpedro (Echinopsis pachanoi) de fórmula química C12H17O3N. Su efecto es suavemente hipnótico; disminuye el ritmo cardíaco, la presión sanguínea y la sensación de fatiga. Fue aislado por Arthur Heffter a finales del siglo XIX. Su denominación está basada en una antigua clasificación del peyote como Anhalonium lewisii. (enlace roto disponible en Internet Archive; véase el historial, la primera versión y la última).